# Саденов, Ержан Сапарбекович
Ержан Сапарбекович Саденов (каз. Ержан Сапарбекұлы Сәденов; род. 24 октября 1968, Куйган, Восточно-Казахстанская область) — казахстанский государственный деятель, министр внутренних дел Республики Казахстан со 2 сентября 2023 года.

## Биография
Родился 24 октября 1968 года в селе Куйган Курчумского района Казахской ССР. 
Окончил Восточно-Казахстанский университет имени С. Аманжолова (1993) и Карагандинскую высшую школу КНБ РК (1998).
Послужной список:
- 1993—1994 — оперуполномоченный межрайонного оперативно-поискового отдела Управления уголовного розыска УВД Восточно-Казахстанской области;
- 1994—1995 — старший оперуполномоченный оперативно-поискового отдела УУР УВД ВКО;
- 1995—1996 — начальник отделения по борьбе с кражами и угоном автотранспорта оперативно-поискового отдела при УВД г. Усть-Каменогорска ВКО;
- 1996 — начальник отделения по раскрытию имущественных преступлений и наркомании отдела уголовного розыска Управления Государственного следственного комитета по г. Усть-Каменогорску ВКО;
- 1996—1997 — заместитель начальника отдела ГСК по г. Серебрянску УГСК по ВКО;
- 1997—1998 — начальник отдела розыска управления по раскрытию преступлений против личности Управления уголовного розыска Службы криминальной полиции УВД ВКО;
- 26 февраля — 19 мая 1998 — начальник отдела по особо важным делам Управления по борьбе с особо опасными преступлениями СКП УВД ВКО;
- 19 мая — 1 июля 1998 — в центральном аппарате УВД ВКО;
- 1 июля 1998 — 17 февраля 2000 — начальник отдела по особо важным делам УБОП СКП УВД ВКО;
- 17 февраля 2000 — 13 февраля 2004 — начальник ОВД Зайсанского района УВД ВКО;
- 13 февраля 2004 — 27 сентября 2006 — начальник ОВД Тарбагатайского района ГУВД ВКО;
- 27 сентября 2006 — 2 июня 2008 — начальник Управления по борьбе с наркобизнесом департамента внутренних дел ВКО;
- 2 июня 2008 — 5 мая 2009 — начальник ОВД г. Риддер ВКО;
- 5 мая 2009 — 22 августа 2009 — начальник УВД г. Усть-Каменогорск;
- 22 августа 2009 — 22 января 2013 — первый заместитель начальника ДВД Мангистауской области;
- 22 января 2013 — 10 марта 2015 — начальник Департамента «Р» МВД Республики Казахстан;
- 10—18 марта 2015 — исполняющий обязанности начальника Департамента внутренних дел на транспорте;
- 18 марта 2015 — 3 июня 2016 — начальник Департамента внутренних дел на транспорте;
- 3 июня 2016 — 24 апреля 2019 — начальник Департамента полиции Акмолинской области.
- С 24 апреля 2019 года — начальник Департамента полиции города Нур-Султан.
- С 26 января 2022 года — заместитель министра внутренних дел Республики Казахстан.
- Со 2 сентября 2023 года — министр внутренних дел Республики Казахстан[2]. 6 февраля 2024 года переназначен[3].